# Runar Collander
Paul Runar Collander, född 1 maj 1894 i Viborg, död 25 maj 1973 i Helsingfors, var en finländsk växtfysiolog.
Collander blev filosofie doktor 1920. Han var 1935–1939 extra ordinarie professor i växtfysiologi vid Helsingfors universitet och 1939–1961 svenskspråkig professor i botanik. Han undersökte särskilt växtcellenbs permeabilitetsförhållanden och uppställde lipoidfilterteorin. Enligt denna kan den levande cytoplasmans yttersta skikt liknas vid en av lipider uppbyggd sil, genom vilken lösta ämnen måste passera.
Collander utgav ett antal växtfysiologiska avhandlingar, läroboken Kasvifysiologian perusteet I–II (1944–1947) och botanikens historia i Finland (1965). Han kallades till ledamot av Vetenskapsakademien Leopoldina 1962.